# Zuiderparkstadion
Das Zuiderparkstadion (deutsch Südpark-Stadion) war ein Fußballstadion in der niederländischen Stadt Den Haag. Der Fußballverein ADO Den Haag trug hier seine Heimspiele aus.

## Geschichte
Zwanzig Jahre nach der Gründung des Vereins und Spielen in verschiedenen Sportstätten zog ADO Den Haag am 18. Oktober 1925 in das damals neugebaute Zuiderparkstadion ein. Das Stadion war kurz vor dem Ende des Zweiten Weltkrieges vorübergehend aufgegeben worden, da der Verein nicht die nötigen finanziellen Mittel hatte das Stadion instand zu halten. Auf dem Spielfeld weideten sogar Pferde.  
Nach dem strengen Winter 1946/47 war die Anlage in einem katastrophalen Zustand. Nur eine Tribüne mit Dach war noch benutzbar. Es wurden daraufhin Pläne umgesetzt das Stadion zu renovieren und zu erweitern. Am 9. August 1949 fand dann das erste Spiel zwischen ADO Den Haag und Feyenoord Rotterdam statt. 1957 wurde der Südpark auf 25.000 Zuschauerplätze ausgebaut und 1967 auf 28.500. In den Jahren 1972/73 errichtete man ein neues Clubhaus mit modernen Einrichtungen wie einem Restaurant. 
Am 7. November 1993 bekam die Nordtribüne den Namen Aad Mansveldtribune und 1994 wurde die Westtribüne unter dem Namen Jan Knijnenburg Gezinstribune eröffnet. 2001 wurde diese dann in Hyundaitribune umbenannt.
Mit dem letzten Spiel am 22. April 2007 verabschiedete sich der ADO Den Haag aus der Sportstätte. Ab der folgenden Saison 2007/08 spielte der Verein im neuerbauten ADO Den Haag Stadion. Im Juni 2007 begann der Abriss des Stadions.